# 车里雅宾斯克州
车里雅宾斯克州（羅馬化：Chelyabinskaya oblast）位於烏拉爾山脈東麓、西西伯利亞平原西南部，是俄羅斯聯邦主體之一。面積87,900平方公里，人口3,603,339（2002年），首府為车里雅宾斯克。車里雅賓斯克州是烏拉爾聯邦區所轄的聯邦州，距莫斯科1919公里，面積約87,900平方公里，從北到南490公里，從西到東400公里，佔俄國全境0.5%。此區位於歐亞大陸的中心、烏拉爾南段，東南部與哈薩克接壤，是亞洲與歐洲的分界點。

## 行政区划
车里雅宾斯克州， 行政单位数量有24个区、20个州辖市、7个区辖市、32个市镇、236个行政农庄。 州的中心为车里雅宾斯克市（英文：Chelyabinsk；俄文：Челябинская），该市建立于1736年，从莫斯科市至车里雅宾斯克市距离1919公里。车里雅宾斯克市内有7个区，分别是加里宁区、库尔恰多夫区、列宁区、冶金区、苏维埃区、拖拉机厂区和中央区。
州辖其它城市有：
阿沙市（英文：Asha；俄文：Аша），建于1933年。
科尔基诺市（英文：Korkino；俄文：Коркино）
科佩伊斯克市（英文：Kopeysk；俄文：Копейск）
上乌法列伊市（英文：Verkh Ufaley；俄文：Верх Уфалей），建于1940年。
叶曼热林斯克市（英文：Yemanzhelinsk；俄文：Еманжелинск），建于1951年；
兹拉托乌斯特市（英文：Zlatoust；俄文：Златоуст），建于1754年；
卡拉巴什市（英文：Karabash；俄文：Карабаш），建于1933年；
马格尼托哥尔斯克市（英文：Magnitogorsk；俄文：Магнитогорский），1931年建；
米阿斯市（英文：Miass；俄文：Миасс），1926年建；
普拉斯特市（英文：Plast；俄文：Пласт），建于1940年；
萨特卡市（英文：Satka；俄文：Сатка），建于1937年；
特罗伊茨克市（英文：Troitsk；俄文：Троицкий），建于1784年；
乌斯季－卡塔夫市（英文：Ust-Katav；俄文：Усть-Катав），建于1942年；
切巴尔库尔市（英文：Chebarkul；俄文：Чебаркуль），建于1951年；
南乌拉尔斯克市（英文：Yuzhno Uralsk；俄文：Южно-Уральская），建于1963年。
区属城市有：
巴卡尔市（英文：Bakal；俄文：Бакал），建于1951年，属于萨特金区；
上乌拉尔斯克市（英文：Verkhneuralsk；俄文：Верхнеуральск），建于1781年，属于上乌拉尔区；
库萨市（英文：Kusa；俄文：Куса），建于1943年，属于库新区；
米尼亚尔市（英文：Minyar；俄文：Миньяр），建于1943年，属于阿什区；
尼亚泽彼德洛夫斯克市（英文：Nyazepetrovsk；俄文：Нязепетровск），建于1944年，属于尼亚泽彼德洛夫区；
锡姆市（英文：Sim；俄文：Сим），建于1942年，阿伸区；
尤留赞市（英文：Yuryuzan；俄文：Юрюзань），建于1943年，属于卡塔夫伊万诺夫区。

## 歷史
中世紀時期，此區域是金帳汗國巴什基爾部落、諾蓋汗國與巴什基爾聯盟聚集的地區，16世紀末期，此地區被併入沙俄的疆域，俄國對車里亞賓斯克的開發到18世紀才正式開始，自奧倫堡遠征開始後(1734)，在俄羅斯邊境建造了許多要塞與貿易站`,從此，很多城市就開始建立，其中包括車里亞賓斯克城。
從1743年開始，車里亞賓斯克城成為伊塞特省的中心，1744年，被列入奧倫堡省，1750年代到1770年代，南烏拉山的工業開始興起，工業市鎮如米阿斯、克什特姆與茲拉托烏斯特都是當時建立的，自平定普加喬夫判亂後，車里亞賓斯克州開始吸引歐洲部分的俄羅斯人前來定居，到19世紀中葉，車里亞賓斯克州已成為烏拉爾的主要貿易中心，自1980年代，西伯利亞大鐵路建立後，車里亞賓斯克州成為連接西伯利亞與俄羅斯其他地區的重要樞紐。
1919年，奧蘭保省東部加入了托博爾斯克省的庫爾干，使得車里亞賓斯克州首次成為區域首都，當時的人口就已經超過了一百萬人，於1923年，連同彼爾姆、葉卡捷琳堡與秋明省並入烏拉爾區，不到十年的時間，車里亞賓斯克區於1934年1月17日建立，其目前疆域是1943年，庫爾干州脫離車里亞賓斯克固定下來的。
1930年代，車里亞賓斯克州成為五年計劃重點區域，此地重要現代化事業，如，馬格尼托哥爾斯克鋼鐵事業、車里亞賓斯克托拉機場與車里亞賓斯克州冶金場 （页面存档备份，存于），都在這個時期建立，自蘇德戰爭以來，因為蘇聯東部產業西遷至烏拉爾地區，尤其是車里亞賓斯克州，這些地區的產業變得更加活絡，在戰爭期間，馬格尼托哥爾斯克生產了全蘇聯1/3的鋼鐵，車里亞賓斯克州成了蘇俄坦克生產重鎮，被稱為「坦克城」（Tankograd）。

## 自然環境
車里亞賓斯克州有特殊的氣候條件、美麗的景色，包括：湖、森林、山洞與地熱資源，適宜發展旅遊工業，此區冬天冷且長；夏天較為炎熱，有時會有乾旱的現象，此區西北部是森林與山，其餘的是大草原與森林草原，此區最高的山是Big Nurgush`,此區是許多河流的發源地，最大的兩條河是烏拉河與米阿斯河，但此區最珍貴的水資源是湖泊，此區號稱「湖區」，有3170座湖泊，其中最大的是Uvilds湖(68平方公尺)，此區還有溫泉，有些具有療效，是受世界各地觀光客歡迎的景點，此區泥土種類眾多，是俄國泥療的聖地，如 "Vuildas", "Elovoe", "The Ural"都是俄國著名的溫泉度假飯店。
近日,車里亞賓斯克州正在發展滑雪活動，20座滑雪中心，如 "Abzakovo", "zaviyalikha", "metallurg magnitogorsk", "solar valley"，這些滑雪中心都相當受歡迎，而且品質都比照歐洲最高標準。
此地27%是森林（280萬公頃），大部份分佈在山上，此地特殊的環境與氣候造就了多樣化的生物，此地有３種生態系：山林生態系、森林草原生態系與草原生態系，有６０種哺乳類動物(駝鹿、狐狸、狼、兔、松鼠等）、３００種鳥類（鵝、鴨、鷸、黑琴雞、花尾榛雞等)與２０種爬蟲類，險峻的高山、寧靜的草原河流與淤淺湖冰涼的湖水中孕育了超過60種的魚類。伊爾門國家動植物保育中心<re name=ilmen>Ilmen State Reserve （页面存档备份，存于）</ref>有超過1萬種昆蟲類，其中有對人類生產有益的昆蟲（螞蟻、蜜蜂），也有一些害蟲（樹皮甲蟲、蝗蟲）。
車里亞賓斯克州有超過200處生態保護區來保護俄國的生物資產，其中包括伊爾門國家動植物保育中心<re name=ilmen/>與歷史考古博物館 "Arkaim"，兩個國家公園 "Taganay"與 "zuratkul"，與150種天然紀念物，自然保護區佔此區總面積11%（約103萬4千公頃），保育中心加上國家公園佔全區總面積2.5&(22萬800公頃)。

## 人口與宗教信仰
車里亞賓斯克州種族(2012)
車里亞賓斯克州宗教信仰 (2012)
據2010年的人口普查，此區域人口約350萬人。具2012年的統計資料，車里亞賓斯克州出生率為千分之14.3，約為49,885人，死亡率為千分之14.2人，約為49.367人。，2013年的出生率來到了1.8。雖然此區大部分是斯拉夫民族的居住地，俄羅斯東正教的人口也大約只有30%，此區第二大民族為韃靼人(5.40%)，但與第一大民族(俄羅斯族--83.80%)相較仍然是佔極少數，第三的民族是巴什基爾人，占4.80%，烏克蘭族，占1.50%，哈萨克族占1%，其餘還有為數不多的日耳曼人(0.50%)、白俄羅人(0.40%)、亞美尼亞人(0.30%)與摩爾多瓦人(0.20%)，其他尚未列入的少數民族還有約1.60%。
此地區俄羅斯正教會信仰人數為30.9%，以當地大多數的俄羅斯族來說，並不是很多，此地以"Spiritual but not religious"的人數為多，他們並不希望以俗世的「信仰」作為他們精神生活的定義，第三多的是無神論者，約占14%，他們不接受有神存在的信念，其他基督宗教占8%，略低於其他基督宗教的是伊斯蘭教，占7%，其他東正教占5%，沒有明確表示的有4.7%，另外還有Rodnover，斯拉夫族的傳統神話宗教，占約1%，以上資料，是2012年，在車里亞賓斯克州的統計。

## 經濟
車里雅賓斯克州可說是俄國最大經濟體之一，南烏拉爾是俄國全境外國投資量第5名的地區、第7大製造業卸貨量最高的地區、第15大股票投資市場。此區主要發展冶金業、汽車製造業、石油能源業、建築業、農產品加工業等。目前登記有案的各行企業有9萬家，最主要是冶金業，貢獻了60%的工業產值。
車里亞賓斯克州重視小型企業的發展，此區1/3人口在小型企業中工作，小型企業佔本區產值高達25%；車里亞賓斯克州的農業大多自給自足，此區有全車里亞賓斯克州，甚至全俄國最成功的企業，該區天然資源豐富，這裡有大約300種礦藏，此區約有167萬4千人在多樣不同的工業服務，佔區域人口47.3%。

## 投資
車里雅賓斯克州是俄國石墨礦(95%)、菱鎂礦(95%)、滑石(70%)、石雲石(71%)與礦物加工的獨佔區，有300個鐵礦、銅錫礦、金礦、難熔金屬、石墨、石英、瓷土、重晶石、磷鈣土的開採；在各公司行號的員工約180萬人；在教育方面，這裡有超過40所高等學府，超過50所科學研究機構與設計學院，國立南烏拉爾大學是國家級的研究中心。
在2012年，貨物及服務產出總收益達640億美金，第1名是麵條製造業，第三是畜業，第六是製造業，第8外國投資，農業生產位居第11；在農業方面，此區是畜業、乳品業、肉品業、配種等行業的重地，每年畜業的產量高達20萬噸，在溫室栽培方面，總投資額高達5百萬盧布，每年能生產2萬2千噸蔬菜。在此投資成功的外資著名企業有芬蘭Fortum Fortum、義大利Cividale （页面存档备份，存于）、英國Rexam、法國圣戈班、美國艾默生电气和RM-TEREX、丹麥Rockwool （页面存档备份，存于）、德國SMS group （页面存档备份，存于）。
為獎勵投資，當地政府提供免費土地、公共與基礎設施、文件處理單一窗口與免稅的政策，此外，也提供免費諮詢服務、翻譯、辦公空間與設備。目前，政府致力推展工業生產、農業與農業生產與水資源的整治、淨化、回收的科技與投資，以及建立合辦企業；也努力的運用開採的礦物、增加出口，尤其是含鐵或非含鐵礦冶煉、機械製造與工業；另外，加強觀光業的發展。

## 核能研究與輻射汙染
自1940年代開始，車里亞賓斯克州就有年代久遠的核能研究史，1957年，市區西北方150公里的Mayak核燃料再處理場發生意外造成車里亞賓斯克州人員傷亡，到1992年以前，區對外國人謝絕開放，斯瓦沃米尔·格林贝格製做了 "Chelyabinsk: The Most Contaminated Spot on the Planet (1996) （页面存档备份，存于）"紀錄片，提到任意在捷恰河與卡拉恰伊湖傾倒核廢料的危險。
（以下為車里亞賓斯克官網的資料）
車里亞賓斯克州目前的輻射狀態對人體無害，2010年的自然背景輻射量是每小時12微倫琴，對於人體健康無害(平均俄國背景輻射量是每小時9-20微倫琴），南烏拉爾輻射安全科學家時常觀察空氣、土壤、水中的輻射劑量，甚至觀察一般人食物中的物理放射性核種。
車里亞賓斯克州有3個城市屬於保密行政區--奧焦爾斯克、斯涅任斯克與三山城，此三處都各別從事核子研究；這裡最大的企業是"Mayak(梅雅克)"，他位於車里亞賓斯克州北部，在奧焦爾斯克境內，過去Mayak設立工廠以生產武器等級的鈈，現在則有民營的核燃料循環，在法國核燃料总公司與英國核燃料公司也都有。
目前Mayak已經依國際標準實施核能、輻射與環境安全的創新企劃，目前採用的PA "Mayak" （页面存档备份，存于）安全系統前已被認可，符合現今的核能管理的標準。